# Felsőkelecsény
Felsőkelecsény is een plaats (község) en gemeente in het Hongaarse comitaat Borsod-Abaúj-Zemplén. Felsőkelecsény telt 398 inwoners (2001).